# Street Fighter (computerspelserie)
Street Fighter (Japans: ストリートファイター), of afgekort SF, is de naam van een populaire reeks gevechtsspellen voor speelkasten en spelcomputers. In deze spellen komen personages uit verschillende landen en werelddelen tegenover elkaar te staan. Elk figuur maakt gebruik van unieke speciale aanvallen die hij kan aanwenden om zich een weg te vechten naar de finale. Capcom bracht het eerste computerspel van de reeks uit in 1987.

## EersteStreet Fighter-spel
Het allereerste Street Fighter-computerspel was geprogrammeerd door Takashi Nishiyama en Finish Hiroshi. Het was een speelhalspel dat uitkwam in 1987. De speler bestuurde een karateka genaamd Ryu die deelnam aan een gevechtstoernooi dat plaatshad in vijf verschillende landen, te weten de Verenigde Staten, Japan, China, Engeland en Thailand. In elk land kwam Ryu tegen twee tegenstanders te staan. De speler kon door gebruikmaking van zes knoppen verschillende slagen en trappen uitdelen, variërend in snelheid en kracht. Daarnaast kon de speler het personage drie soorten speciale aanvallen laten uitvoeren door specifieke joystickbewegingen en/of knoppencombinaties: de vuurbal, de Drakenslag en de Tornadotrap. Voor een eventuele tweede speler bestond de mogelijkheid om op elk gewenst moment ook deel te nemen aan het spel door een munt in de speelkast te werpen. Speler twee kreeg op deze wijze de beschikking over Ryu's rivaal, het personage Ken, en beide spelers moeten elkaar zien uit te schakelen. Als speler twee won dan werd de rest van het spel - ervan uitgaande dat er niet opnieuw een munt in de speelkast werd geworpen - doorlopen met Ken. 

## Street Fighter II-reeks
Street Fighter II: The World Warrior uit 1991 was het eerste vervolg op Street Fighter. Het was een van de eerste speelhalspellen die gebruikmaakten van Capcoms CPS-arcadesysteembord en werd geprogrammeerd door Akira "Nin-Nin" Nishitani en Akira "Akiman" Yasuda, die eerder samen aan Final Fight en Forgotten Worlds werkten.
Street Fighter II borduurde voort op het een-tegen-een-vechtsysteem van zijn voorganger. De animatiekwaliteit en de speelbaarheid werden verhoogd, de mogelijkheid tot het uitvoeren van worpen, grepen en combo's werd toegevoegd en spelers konden uit acht verschillende personages kiezen, inclusief oudgedienden Ryu en Ken. Elk figuur had zijn eigen vechtstijl en speciale aanvallen. In de stand voor één speler kwam het gekozen personage tegenover elk van de zeven overige figuren te staan alvorens het te moeten opnemen tegen de vier laatste vechters. Deze waren computergestuurd en niet kiesbaar voor menselijke spelers. Net als in het originele Street Fighter kon in het nieuwe spel een eventuele tweede speler deelnemen aan het duel. Speler twee had dan de keuze uit de zeven overgebleven kiesbare personages. Mede dankzij al deze verbeteringen en mogelijkheden werd Street Fighter II een grote hit. Uiteindelijk werden er legio spelcomputerversies van gemaakt alsook herziene uitgaven.
De eerste herziening was Street Fighter II: Champion Edition (of Street Fighter II Dash in Japan), die het spelers mogelijk maakte om hetzelfde personage te kiezen en tegen elkaar te spelen. Om ze uit elkaar te kunnen houden had een van beide vechters aangepaste kleuren. Daarnaast was het mogelijk om de voorheen niet speelbare bazen te kiezen. Het spel had licht verbeterde animatie, waaronder achtergronden in andere kleuren, en verfijnde speelbaarheid. Een tweede upgrade genaamd Street Fighter II Turbo: Hyper Fighting (of Street Fighter II Dash Turbo in Japan) werd op de markt gebracht naar aanleiding van de vele bootlegs die er van het spel waren. SFII Turbo had een snelheidsmeter waarmee het tempo van het spel kon worden opgevoerd en er waren nieuwe bewegingen aan toegevoegd, zoals Chun-Li's vuurbal en Dhalsims speciale aanval Yoga Teleport.
Voor de derde herziening, Super Street Fighter II: The New Challengers, kreeg het spel een volledige revisie op grafisch gebied en vier nieuwe speelbare personages. Dit was Capcoms eerste spel met CPS 2-hardware. De vijfde en laatste speelhalversie, Super Street Fighter II Turbo: The Ultimate Championship (of Super Street Fighter II X: Grand Master Challenge), bracht de snelheid van SFII Turbo terug. Verdere toevoegingen waren de super combo's, een geheel nieuwe soort speciale aanvallen, en het verborgen personage Akuma.
Er werden in de loop der tijd verscheidene thuisversies van het spel uitgebracht voor verschillende spelcomputers zoals de SNES, de Mega Drive, de PC Engine, de 3DO, de PlayStation en de Sega Saturn. De SF-spellen werden individueel overgezet naar thuisversies, of als deel van een compilatie zoals de Street Fighter Collection en de recentere Capcom Classics Collection-reeks. Ook bracht Capcom Hyper Street Fighter II: The Anniversary Edition op de markt voor de PlayStation 2 en de Xbox, die eveneens op kleine schaal werd uitgebracht als Japanse arcadespel. Net als bij het arcadespel krijgt een eventuele tweede speler de mogelijkheid om op ieder gewenst moment mee te spelen met het spel. Hiertoe dient deze als hij/zij dat wil de tweede controller te pakken en hierop op de startknop te drukken, zodat op het scherm Ken verschijnt of hij/zij krijgt dan de keuze uit de overige kiesbare personages.

## Street Fighter Alpha-reeks
Street Fighter Alpha: Warriors' Dreams uit 1995 (in Azië Street Fighter Zero genoemd) werd Capcoms eerste volledig nieuwe SF-arcadespel sinds Street Fighter II: The World Warrior. In Alpha werd gebruikgemaakt van de animatiestijl die Capcom eerder toepaste in Darkstalkers (Vampire in Japan) en X-Men: Children of the Atom. Zowel de achtergronden als het uiterlijk van de personages waren sterk beïnvloed door Street Fighter II: The Animated Movie. Net als in Super Turbo kregen de vechters een super-combometer, die ditmaal was onderverdeeld in drie niveaus. Elk niveau verhoogde de schade die werd aangericht door de gebruikte super combo. Andere noviteiten waren Alpha-tellers en kettingcombo's, die ook hun oorsprong vonden in Darkstalkers. SF Alpha speelde zich af tussen de eerste twee Street Fighter-spellen en bood spelers de keuze uit dertien speelbare personages, van wie Dan, Akuma en M. Bison in de loop van het spel gedeblokkeerd moesten worden alvorens ze door de speler te selecteren waren. Tien personages waren afkomstig uit de spellen Street Fighter, Street Fighter II en Final Fight. De overige drie, Charlie, Rose en de reeds genoemde Dan, waren nieuw.
Het vervolg op SFA werd Street Fighter Alpha 2. In tegenstelling tot de SF II-upgrades was Alpha 2 een echt vervolg met compleet nieuwe achtergronden en eindverhalen voor elk personage. De kettingcombo’s werden vervangen door zogenoemde custom combo's, die de super-combometer benutten als ze werden uitgevoerd. In Alpha 2 werden vijf nieuwe vechters toegevoegd aan de dertien uit het eerste Alpha-spel, te weten Gen uit SF, Dhalsim en Zangief uit SF II, Rolento uit Final Fight en het nieuwe personage Sakura. In sommige versies buiten Azië speelde ook Evil Ryu een rol. Dit was een "slechte" versie van Ryu met de krachten van Akuma. Evil Ryu werd aan het Aziatische publiek geïntroduceerd in Street Fighter Zero 2 Alpha (ook SF Alpha 2 Gold of SF Zero 2 Dash genoemd), wat eveneens het eerste Alpha-spel was waarin Cammy haar opwachting maakte. Het was een lichtelijk aangepaste versie van SFA 2, speciaal gericht op de Aziatische markt.
Street Fighter Alpha 3, het laatste opzichzelfstaande SFA-spel, werd uitgebracht in 1999. Het derde deel breidde het aantal speelbare personages uit tot 28, inclusief drie verborgen vechters, en bood de keuze uit drie vechtstijlen: X-ISM, V-ISM en A-ISM naar Alpha (in Japan Z-ISM naar Zero).
Spelcomputerversies van de drie spellen (inclusief SFA 2 Gold) werden uitgebracht voor de PlayStation, de Sega Saturn, de Game Boy Color, de SNES, de Dreamcast en zelfs Windows. Aan de thuisversies van Alpha 3 werden de laatste drie "New Challengers" uit Super SF II toegevoegd, alsook Guile, Evil Ryu en Shin Akuma. De Dreamcast-versie van het spel werd omgezet naar een Japanse speelhalversie met als titel Street Fighter Zero 3 Upper. Een versie van Upper (simpelweg Alpha 3 buiten Japan) werd uitgebracht voor de Game Boy Advance en voegde drie personages toe uit Capcom vs. SNK 2. In de PlayStation Portable-versie getiteld Alpha 3 MAX (of Zero 3 Double Upper in Japan) kwamen ook de toegevoegde vechters uit de Game Boy Advance-versie en Ingrid uit Capcom Fighting Jam voor.
Het computerspel Street Fighter Alpha: Anthology (Fighters' Generation in Japan) uit 2006 ten slotte was een compilatie van alle drie speelhalversies, plus Alpha 2 Gold en Super Gem Fighters: Mini Mix. Daarnaast werden Alpha 3 Upper en het nieuwe Hyper Street Fighter Alpha toegevoegd als verborgen spellen.

## Street Fighter EX-reeks
Street Fighter EX was een 3D-versie van de reeks die werd ontwikkeld door Arika, het bedrijf van de eerder genoemde Capcom-programmeur Akira "Nin-Nin" Nishitani. Het arcadespel werd eind 1996 uitgebracht. De reeks bestond uit zes spellen:
- Street Fighter EX (speelhal, 1996)
  - Street Fighter EX Plus (speelhal, 1997)
  - Street Fighter EX Plus Alpha (PlayStation, 1997)
- Street Fighter EX2 (speelhal, 1998)
  - Street Fighter EX2 Plus (speelhal, 1999/PlayStation, 2000)
- Street Fighter EX3 (PlayStation 2, 2000)

Arika bracht voor de speelhal eveneens een spin-off van Street Fighter EX uit genaamd Fighting Layer. Alhoewel de besturing leek op die van de SF EX-spellen en de EX-personages Allen Snyder en Blair Dame erin voorkwamen, was het geen echt Street Fighter-spel. Het werd gedistribueerd door Namco.

## Street Fighter III-reeks
Het echte vervolg op Street Fighter II verscheen in de speelhal in 1997 met als titel Street Fighter III: New Generation en liep op CPS 3-hardware. Van alle personages uit eerdere SF-spellen kwamen alleen Ryu en Ken terug in dit derde deel. Nieuwe personages waren onder andere de vrouwelijke ninja Ibuki, tweelingbroers Yun en Yang en het nieuwe hoofdpersonage Alex. Street Fighter III introduceerde het "super arts"-selectiesysteem en de mogelijkheid een aanval van de tegenstander te ontwijken. Enkele maanden na SF III: New Generation kwam 2nd Impact: Giant Attack uit. Het spel had aangepaste besturing, bevatte twee nieuwe vechters en was de terugkeer van Akuma en de bonusrondes. 3rd Strike: Fight for the Future werd uitgebracht in 1999. Deze derde en laatste versie van Street Fighter III bracht Chun-Li terug en voegde vier nieuwe personages toe aan de speelbare vechters.
De eerste twee Street Fighter III-spellen werden samengevoegd tot een Dreamcast-compilatiespel getiteld Double Impact. Spelcomputerversies van 3rd Strike werden uitgebracht voor de Dreamcast, de PlayStation 2 en de Xbox.
Een downloadbare online versie met de titel Street Fighter III: 3rd Strike Online Edition is uitgebracht op PlayStation Network en Xbox Live Arcade in augustus 2011.

## Street Fighter IV-reeks
Op 17 oktober 2005, meer dan negen jaar sinds de release van Street Fighter III 3rd Strike voor de arcades, onthulde Capcom Street Fighter IV in 2008 op een Capcom Gamers Day evenement in Londen. Opgevat als een direct vervolg op het begin van de Street Fighter II-spellen (in het bijzonder Super Street Fighter II Turbo), beschikt Street Fighter IV over de terugkeer van de oorspronkelijke twaalf strijders en terugkerend verborgen karakter Akuma, samen met vier nieuwe personages en een nieuwe eindbaas in een verhaal chronologisch geplaatst tussen Street Fighter II en Street Fighter III. De gameplay, nog steeds 2D, beschikt over cel-shaded 3D-graphics geïnspireerd op Japanse sumi-e-schilderijen. Het Super Combo-systeem, een Street Fighter-steunpilaar sinds Super Turbo, keert terug samen met de nieuwe contra-aanvaltechnieken genaamd "Focus Attacks" ("Saving Attacks" in Japan), evenals nieuwe "Ultra Combo"-bewegingen, vergelijkbaar met de 'Rage Gauge' in spellen van SNK Playmore.
De arcadeversie, die draait op de Taito Type X2-hardware, werd verspreid in Japan in juli 2008, met een beperkte release in Noord-Amerika en het Verenigd Koninkrijk in bepaalde speelhallen in augustus. Een thuisversie werd uitgebracht in de VS en Europa in februari 2009, op de PlayStation 3 en Xbox 360 en in juli 2009 voor Windows. Deze beschikt over uitgebreide personages, evenals alle nieuwe geanimeerde segmenten die voor elk personage een achtergrondverhaal tonen, en een training-mode die lijkt op de Expert Uitdagingen uit Street Fighter EX.
Er zijn zes nieuwe karakters in de Street Fighter-serie. Abel, een Franse worstelaar die lijdt aan geheugenverlies, geheim agent C. Viper, zwaarlijvige kungfu vechter Rufus, en Luchador chef-kok El Fuerte. De andere twee nieuwe personages zijn Seth, de eindbaas, en Gouken, een geheim personage en de meester van Ryu. Terugkerende personages zijn Ryu, Ken, Chun-Li, Cammy, Akuma, Sakura, M. Bison, Sagat, Balrog, Vega, Blanka, Guile, Zangief, Dhalsim, E. Honda, Fei Long, Rose, Gen en Dan. Yoshinori Ono liet weten laten dat de enige twee Street Fighter II personages afwezig van het spel, Dee Jay en T. Hawk, beschikbaar zouden zijn in de game op een later tijdstip. In plaats daarvan moesten ze worden opgenomen in een geheel nieuwe versie van het spel.
Street Fighter IV werd uitgebracht op iOS in maart 2010. Het bevat Ryu, Ken, Guile, Blanka, Chun-Li, Dhalsim, Bison, en Abel, met extra karakters toegevoegd via gratis updates.
Op 28 september 2009 kondigde Capcom Super Street Fighter IV aan. Het spel bevat tien extra personages, waaronder Dee Jay, T. Hawk, Cody, Guy, Adon, Ibuki, Makoto, Dudley en twee personages nieuw voor de franchise - de lenige Koreaanse vrouwelijke schurk Juri en omvangrijke Turkse olieworstelaar, Hakan. Capcom implementeerde aanpassingen in karakterbalans en voegde twee 'ultra moves' toe voor elk personage. Het spel heeft een verbeterde online ervaring met nieuwe spelmodi. Super Street Fighter IV is uitgebracht als een standalone titel op cd toen ontwikkelaar Yoshinori Ono verklaarde dat de veranderingen te uitgebreid waren om vrij te geven als downloadbare inhoud. Het spel werd uitgebracht op 27 april 2010 voor de Xbox 360 en PlayStation 3 tegen een gereduceerde prijs. Als er een Street Fighter IV spelbestand (save file) is aangetroffen op het systeem dan zijn er twee extra karakterkleuren (inkt en schetseffect) beschikbaar.
Een arcadeversie werd uitgebracht op 16 december 2010 en bevat alle inhoud van de console release, en met bijkomende karakters inclusief Yang en Yun van Street Fighter III. 
Op 15 juni op de E3 2010 tijdens de Nintendo-persconferentie, werd een draagbare conversie van Super Street Fighter IV bevestigd voor de Nintendo 3DS. Super Street Fighter IV: 3D-Edition is voorzien van 3D stereoscopische technologie, multiplayer, en alle 35 personages uit het originele Super Street Fighter IV.
Een nieuwe update voor Street Fighter IV, getiteld Ultra Street Fighter IV, werd aangekondigd op de 2013 Evolution Championship Series. De update werd uitgebracht als zowel een betaalde downloadbare update voor Super Street Fighter IV en Super Street Fighter IV: Arcade Edition, en als een standalone titel. Deze editie werd 3 juni 2014 uitgebracht voor de PlayStation 3 en Xbox 360. Op 8 augustus 2014 volgde de PC versie. De PlayStation 4 versie van Ultra Street Fighter IV is op 26 mei 2015 uitgebracht.

## Street Fighter V-reeks
Op 6 december 2014 is Street Fighter V officieel aangekondigd en is op 16 februari 2016 uitgebracht voor de PlayStation 4 en PC.

## Trivia
- Meerdere spellen uit de serie zijn opgenomen in het boek 1001 Video Games You Must Play Before You Die van Tony Mott.